# Пристава (Лютомер)
Пристава (словен. Pristava) — поселення в общині Лютомер, Помурський регіон, Словенія. Висота над рівнем моря: 172,6 м.